# The Dreaming
Pour les articles homonymes, voir Dreaming.
Pour un article plus général, voir Discographie et vidéographie de Kate Bush.
Albums de Kate Bush
Never for Ever
(1980) Hounds of Love
(1985)
Singles
1. Sat in Your Lap
Sortie : 21 juin 1981
2. The Dreaming
Sortie : 26 juillet 1982
3. There Goes a Tenner
Sortie : 2 novembre 1982
4. Suspended in Gaffa
Sortie : 2 novembre 1982
5. Night of the Swallow
Sortie : 21 novembre 1983

The Dreaming est le quatrième album studio de la chanteuse britannique Kate Bush, sorti en 1982 sur le label EMI Records. Enregistré sur deux ans, l’album a été entièrement produit par Kate Bush et est souvent qualifié comme étant sa sortie la plus anti-commerciale et expérimentale.
L'album a culminé à la troisième position des classements d'albums au Royaume-Uni et a été certifié disque d'argent par le BPI, mais s'est moins vendu que ses prédécesseurs à sa sortie, et a rencontré un accueil critique mitigé. Cinq singles tirés de l'album sont sortis, dont Sat in Your Lap et la chanson-titre.
L'album s'est mieux vendu au cours des dernières années. Le magazine Slant a classé l'album 71e de sa liste des meilleurs albums des années 1980. Il est cité dans la liste des 50 meilleurs albums excentriques de tous les temps de Mojo et dans la liste des Grands albums sous-estimés de notre époque de The Word. Björk et Big Boi ont cité The Dreaming comme l'un de leurs albums préférés.
Il fait partie des 1001 albums qu'il faut avoir écoutés dans sa vie.

## Enregistrement et composition

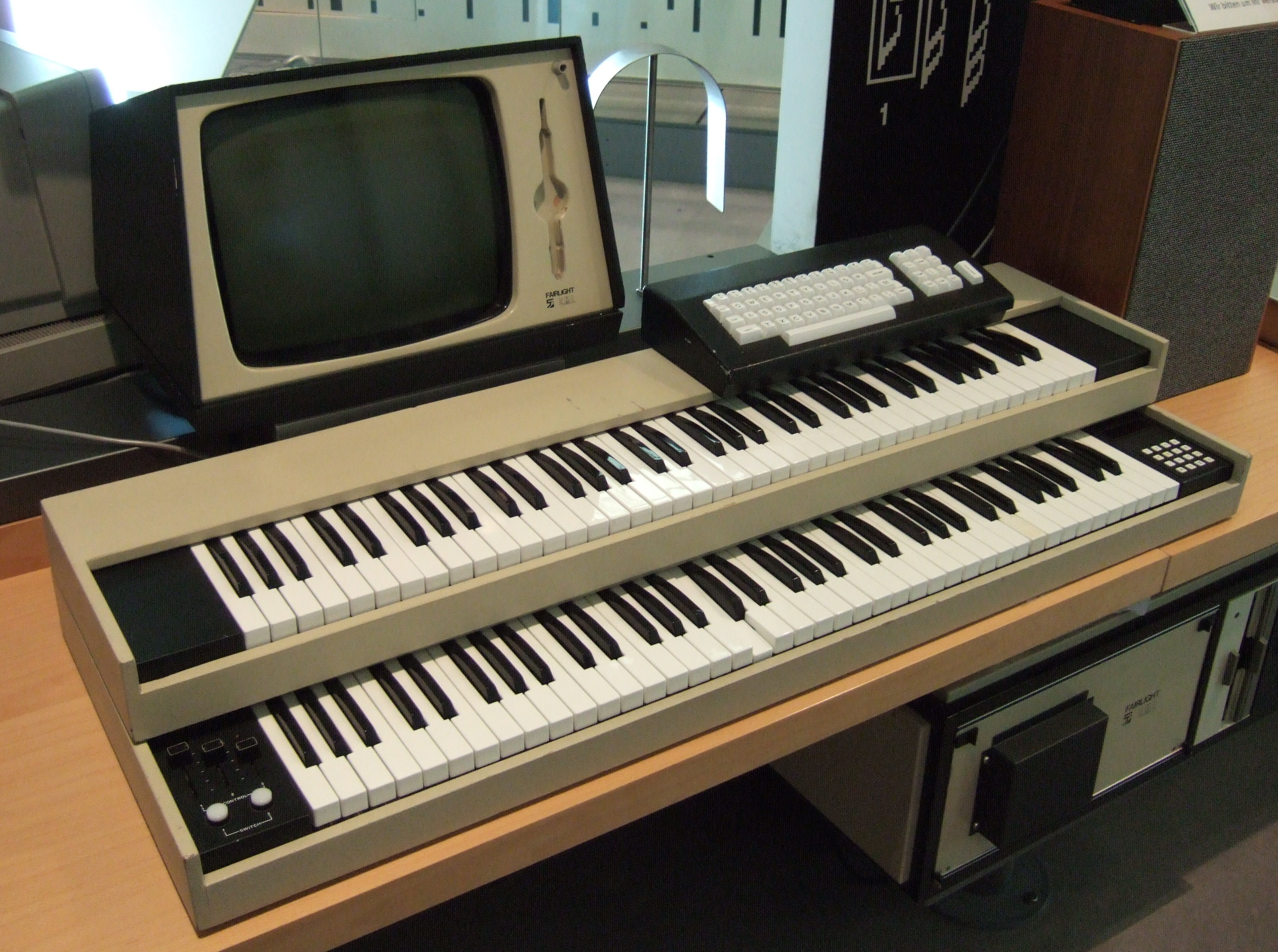
Le Fairlight CMI est un synthétiseur d'échantillonnage numérique utilisé par Kate Bush lors de l'enregistrement de l'album The Dreaming.

Le troisième album de Kate Bush, Never for Ever (1980), avait été co-produit par John Kelly. Pour ce quatrième album, la chanteuse a choisi de produire entièrement l’œuvre elle-même. Profitant de cette liberté nouvelle, elle expérimente les techniques de production en utilisant divers mélanges de styles musicaux, et utilise beaucoup le synthétiseur d'échantillonnage numérique Fairlight CMI, dont elle s'était déjà servi sur l'album précédent. Elle collabore également avec divers ingénieurs, notamment Nick Launay (Public Image Ltd et Phil Collins). L'enregistrement a commencé autour de la sortie de Never for Ever, la première démo de Sat in Your Lap ayant été créée en septembre 1980, inspirée par un concert de Stevie Wonder auquel Kate Bush avait assisté.
Selon le critique Simon Reynolds : « armée du Fairlight et d'autres machines à la pointe de la technologie, Kate Bush a poussé ses tendances maximalistes actuelles au bord de la surcharge. » En juin 1981, sort Sat in Your Lap, le premier single qui a culmine à la 11e place au Royaume-Uni. Mais le reste de l'album est plus lent à se développer, Kate affirmant qu'elle souffrait du blocage de l'écrivain. Au cours de l'été 1981, elle travaille sur l'album dans les studios Abbey Road et Odyssey, avec les groupes irlandais Planxty et The Chieftains à Dublin. Après de longues journées dans le studio, elle décide de mettre l'album en pause à la fin de 1981 et reprend son travail dans les premiers mois de 1982, déposant des overdubs et autres touches finales de janvier à mai 1982 dans les studios Advision.
The Dreaming est marqué par son caractère expérimental. L'album utilise des instruments folkloriques tels que des mandolines, des uilleann pipes et des didgeridoos, des mesures et textures changeantes, des percussions polyrythmiques, des samples et des boucles vocales. Ses chansons s’inspirent de diverses œuvres, notamment de vieux films policiers (There Goes a Tenner), d'un documentaire sur la guerre au Vietnam (Pull Out the Pin), du sort des Aborigènes australiens (The Dreaming) , de la vie de Houdini (Houdini) et du roman de Stephen King, The Shining (Get out of my House). D'autres chansons explorent des problèmes plus personnels – Sat in Your Lap examine les sentiments de frustration existentiel et la recherche de connaissances, tandis que Leave It Open évoque le besoin de reconnaître et exprimer les aspects les plus sombres de la personnalité. The Quietus a suggéré que « les récits disparates de l'album semblent souvent être des fondements de la quête de Kate Bush pour l'autonomie artistique et les angoisses qui vont avec. » Barry Walters de Pitchfork a décrit le son de l'album comme plus similaire aux groupes expérimentaux post-punk tels que Siouxsie and the Banshees et Public Image Ltd par rapport à ses travaux précédents.  

## Sortie et performance commerciale
L’album finit par sortir en septembre 1982 à la suite du deuxième single, The Dreaming. Le single a eu peu de succès, atteignant seulement le numéro 48 des ventes au Royaume-Uni, mais l’album s’en est mieux tiré, culminant au numéro 3. Il n’est toutefois resté sur le classement que pendant 10 semaines, faisant de cet album le moins vendu de Kate Bush, seulement certifié disque d'argent.

« "Peu commercial" est la principale chose que j'ai entendue… c'est l'étiquette que la presse, la maison de disques lui ont collée. Mais qu'un disque peu commercial atteigne directement le numéro 3 des ventes, ça me paraît ironique. »

— Kate Bush (1984)
En novembre 1982, le single There Goes a Tenner est sorti au Royaume-Uni. Il n’a pas du tout réussi à atteindre le classement – c'est le seul single de Kate Bush à ne pas avoir atteint le top 100 au Royaume-Uni. En Europe, c’est Suspended in Gaffa qui est sorti à la place, et a connu de meilleures ventes. Un autre single, Night of the Swallow, est sorti tardivement en Irlande, en novembre 1983.
Malgré les ventes relativement faibles de l’album partout ailleurs, The Dreaming a été le premier album de Bush à atteindre le Billboard Top 200 aux États-Unis, en grande partie en raison de l’influence croissante de la radio universitaire. Par la suite, un EP est sorti en 1983, qui a également été classé. En 1984, son deuxième album Lionheart a fini par être publié aux États-Unis.
Avec le temps de studio long et coûteux utilisé pour terminer l’album, EMI Records était préoccupé par les ventes relativement faibles de l’album. À la suite de cela, Kate Bush a décidé de construire son propre studio où elle pouvait être libre de passer autant de temps qu’elle le voulait. Bien que son album suivant, Hounds of Love, ait également été un long projet, il a ramené Bush au sommet des ventes.

## Réception

### Réaction initiale
À sa sortie, The Dreaming a reçu un accueil mitigé. Beaucoup étaient déconcertés par les techniques non conventionnelles et les paysages sonores denses que Bush avait employés. En écrivant pour Smash Hits, Neil Tennant a décrit l’album comme « très bizarre. Il est évident qu'elle essaie de devenir moins commerciale. » Colin Irwin, de Melody Maker, a écrit que « au départ, c’est déconcertant, mais essayez de vous accrocher à travers les excès de vitesse tordus et vous serez beaucoup récompensés. » Il a étiqueté Suspended in Gaffa comme étant le seul « vaguement conventionnel » et a prédit que l’album échouerait dans les charts. Le critique américain Robert Christgau a écrit que « la révélation de l'album est la musique, dense et exigeante », l’appelant « l’album art-rock du style Robert Fripp/Peter Gabriel le plus impressionnant de la splendeur postpunk. » Jon Young de Trouser Press l’a qualifié de « triomphe d'écriture inventive et de performances imprévisibles », mais a averti que « sa surcharge sensorielle fera fuir les moins que passionnés. »

### Postérité
Dans une revue ultérieure, AllMusic considère l'album comme une « œuvre théâtrale et abstraite », ainsi qu'un « brillant prédécesseur de la beauté charmante du Hounds of Love de 1985. » Pour The Quietus, c'est « une courageuse volte face de la part d'une artiste grand public » et « un disque étonnamment moderne aussi », notant son « hybridation organique, l’utilisation de techniques numériques et analogiques, son utilisation de sorcellerie moderne pour atteindre des états ataviques. » En 2014, le critique Simon Reynolds a qualifié The Dreaming de « pièce maîtresse sans aucune entrave » et d’« expérience délirante […]. » Kate Bush elle-même a appelé The Dreaming son « I’ve gone mad album » (l'album où elle est « devenue folle ») et a rappelé qu’il n’était pas particulièrement commercial. En réécoutant plus tard l’album, elle s'est dite surprise par le son, trouvant que c’était un disque assez énervé. Uncut l'a qualifié d’« album aux couches multiples, polyrythmique et follement expérimental », qui « reste une œuvre marquante […]. »

## Liste des titres
Toutes les chansons sont écrites, arrangées et produites par Kate Bush, à l'exception des arrangements des flûtes et des cordes sur Night of the Swallow par Bill Whelan, et des arrangements des cordes sur Houdini par Dave Lawson et Andrew Powell.
| 1.    | Sat in Your Lap      | 3:29 |
| 2.    | There Goes a Tenner  | 3:24 |
| 3.    | Pull Out the Pin     | 5:26 |
| 4.    | Suspended in Gaffa   | 3:54 |
| 5.    | Leave It Open        | 3:20 |
| 6.    | The Dreaming         | 4:41 |
| 7.    | Night of the Swallow | 5:22 |
| 8.    | All the Love         | 4:29 |
| 9.    | Houdini              | 3:48 |
| 10.   | Get Out of My House  | 5:25 |
| 43:25 |                      |      |

## Personnel

### Musiciens
- Kate Bush – Chant, piano (excepté 4), programmation, batterie électronique, cordes (4), synthétiseur Fairlight CMI (1, 2, 5-10), Yamaha CS-80 (2)
- Ian Bairnson – Guitare acoustique (5)
- Brian Bath – Guitare électrique (3)
- Alan Murphy – Guitare électrique (5, 10)
- Paddy Bush – Mandoline (4), baguettes (1), Rhombe (6)
- Geoffrey Downes – Fairlight CMI (section de trompettes) (1)
- Seán Keane – violon (7)
- Dónal Lunny – bouzouki (7)
- Liam O'Flynn – Pipeau, Uilleann pipes (7)
- Dave Lawson – Synclavier (2, 4)
- Del Palmer – Basse (2, 4, 8), basse fretless et basse 8 cordes (7)
- Jimmy Bain – Basse (1, 5, 10)
- Danny Thompson – Contrebasse (3)
- Eberhard Weber – Contrebasse (9, 10)
- Stuart Elliott – Batterie (2, 4, 6-9), percussions (8), baguettes (4)
- Preston Heyman – Batterie (1, 3, 5, 10), baguettes (1)

### Chœurs
- Paddy Bush, Ian Bairnson, Stewart Arnold et Gary Hurst – Chœurs (1)
- Paddy Bush – Chœurs (6,10)
- David Gilmour – Chœurs (3)
- Percy Edwards – Personnification animalière (6)
- Gosfield Goers – Foule (6)
- Richard Thornton – Garçon de chorale (8)
- Gordon Farrell – Houdini (9)
- Del Palmer – "Rosabel Believe" (9)
- Paul Hardiman – "Eeyore" (10)
- Esmail Sheikh – Drum Talk (10)

### Personnel technique
- Kate Bush – productrice
- Paul Hardiman – ingénieur d'enregistrement aux Studios Advision et Odyssey
- Teri Reed, David Taylor – assistants ingénieurs
- David Taylor – assistant de mixage
- Haydn Bendall – ingénieur aux Studios Abbey Road
- Danny Dawson et John Barrett – assistants ingénieurs
- Hugh Padgham et Nick Launay – ingénieurs aux Studios Townhouse
- George Chambers, Howard Gray et Nick Cook – assistants ingénieurs
- Peter Wooliscroft – montage numérique
- Ian Cooper – ingénieur de mastering

## Certifications et ventes
| Région                | Certification | Ventes |
| --------------------- | ------------- | ------ |
| Japon (Oricon Charts) | —             | 16,850 |
| Royaume-Uni (BPI)     | Argent        | 60,000 |
| États-Unis (RIAA)     | —             | 42,000 |